# 加毛修
加毛 修（かも おさむ、1947年3月25日 - ）は、日本の弁護士。第一東京弁護士会会長や、日本弁護士連合会副会長、内閣府政府調達苦情検討委員長、東京都都政改革本部特別顧問等を歴任した。

## 人物・経歴
1969年中央大学法学部法律学科卒業。1973年弁護士登録。2006年アゼアス監査役。2007年第一東京弁護士会会長、日本弁護士連合会副会長。2010年内閣府政府調達苦情検討委員会委員長。2016年日本航空監査役、東京都都政改革本部特別顧問。2017年春の叙勲で旭日中綬章受章。
2018年には福田淳一財務事務次官によるセクハラ問題で、財務省から調査委託を受け、匿名での情報提供も受けつけるとの方針で事態にあたった。